# 处女艾滋清除说
处女艾滋清除说（英語：virgin cleansing myth）也叫“处女治愈说”(virgin cure myth)、“处女强暴说”(virgin rape myth)或“处女说”(virgin myth)是一种错误的观念，认为与处女发生性关系可以治愈男人所患的艾滋病或其它性传播疾病。人类学家苏姗妮·拉克勒-马德拉拉(Suzanne Leclerc-Madlala)将此传言视作南非儿童性侵案的一大诱发因子。
许多人类学家，包括诺拉·格罗斯（Nora E. Groce)和莱斯玛·特拉西(Reshma Trasi)，发现有些地区流行着一种与处女清除说的内容极为相似的行为，那些地方的非健全女性(如聋哑者、伤残者、弱智及有心智障碍者)常因一些错误的观念而遭到强暴，因为人们相信非健全女性对性的需求并不积极，所以具有某种净化不洁事物的能力。

## 背景
据德班儿童权利中心的主任卡迪·瓦达（Cati Vawda）称，与处女交配即可治愈艾滋的传言在整个南非广泛存在，但其说法的最早来源一直无法考证。心理学家麦克·艾尔-泰勒（Mike Earl-Taylor）指出类似说法最早见于16世纪的欧洲试图解读基督教关于处女殉道者的传颂，认为处女的圣洁是击败恶魔的力量。到了19世纪则流行于维多利亚时代的英国，当时有人相信糟蹋处女是一种治愈梅毒和淋病以及其它性传播疾病的有效途径。
这种说法在撒哈拉以南非洲、亚洲、欧洲和美洲都有报道。艾尔-泰勒说这种传言的存在可以解释南非部分艾滋病疫区出现的异性儿童分开生活（staggering rise in child）和强暴幼女案频发的现象。史学家汉妮·布拉克（Hanne Blank）提出观点说这种传言可能源自基督教关于圣母玛利亚的传说，传说中圣母的贞洁属性是与恶魔斗争时的一道自我保护的屏障。
女童协会（Girl Child Network, GCN）的贝蒂·马可尼（Betty Makoni）曾提出一个有争议的说法，她认为该传言在津巴布韦一直流传不绝的原因就是当地传统的医疗术士总是建议男患病通过与处女交配来治愈疾病。
然而，该说法的流传度到底有多广，以及强奸案在多大程度上于该说法的误导有关，都仍不清楚。对于该说法对南非的HIV传播或儿童性虐待是否真的有推动作用，研究者瑞秋·朱克斯（Rachel Jewkes）和海伦·爱普斯坦（Helen Epstein）则持质疑观点。

## 影响
由于受处女清除说的影响，平均每日都有不下十名女孩遭人强暴。至少仅在津巴布韦，平均每年就有多达3600名女孩在被强暴之后感染艾滋病。联合国儿童基金会已将数以百计的强奸案的作案动机归结为人们受到该说法的误导。甚至还有女婴仅出生一日就遭强暴的案例见诸报端。
1999年，艾滋病使全世界8,200,000名儿童沦为孤儿，其中多数案例都发生在非洲。当地人缺乏对艾滋病传播行为的了解，甚至出现许多错误的观念，是造成许多非洲国家难以防控艾滋病的主要原因。在津巴布韦，仍有人愿意相信通过强暴处女可以净化男性患者的血液。
一份来自南非大学(UNISA)的研究显示每年都有1百万妇女和儿童遭到强暴。UNISA在戴姆勒-克莱斯勒(Daimler Chrysler)公司南非东伦敦工厂的一份调查显示，在498名接受调查的员工中，有18%的人相信与处女交配可治愈艾滋病。南非豪登省国家经济中心的一份早年调查显示有32%的受访者透露说自己相信该传言。

## 教育的重要性
教育已帮助了一些像贝蒂·马可尼一样的女性开始鼓起勇气公开抨击这种传言。相关教育的主要对象是那些还不会走路的幼女，她们的自我保护意识更弱。
目前的艾滋病知识教育未取得很大的效果，因为艾滋病比率的上升仍会直接导致儿童性侵案的增加。
不少女孩会被迫嫁给老头，这只会增加被感染的几率。与艾滋病相关的尴尬也使得许多重视他人眼光与社会地位的女孩不会去寻求相关信息和医疗服务。这也增加了被感染的危险。